# Heinz Fiebig (Produktionsleiter)
Werner Oswald Heinz Fiebig (* 23. November 1909 in Berlin; † 20. Februar 1982 in Würzburg) war ein deutscher Aufnahmeleiter und Produktionsleiter beim heimischen Film.

## Leben und Wirken
Der Sohn des Ministerial-Kanzleirats Eduard Fiebig besuchte erst die Real- und anschließend die Schauspielschule. Seit Beginn des Tonfilmzeitalters wurde Heinz Fiebig sukzessive von den Filmproduktionsfirmen UFA, Tobis und zuletzt Wien-Film eingestellt und in diversen minder wichtigen Funktionen eingesetzt. Bis 1945 war er unter anderem als Regieassistent bei dem Märchenfilm Hans im Glück (1935) und bei dem Hans-Albers-Krimi Savoy-Hotel 217 (1936) sowie als Aufnahmeleiter bei den Produktionen Das Schweigen im Walde (1937), Anna Favetti (1938), Frauen für Golden Hill (1938), Zwielicht (1939), Zwischen Hamburg und Haiti (1940), Heimkehr (1941), Großstadtmelodie (1943), Träumerei (1943), Der stumme Gast (1944) und Das Leben geht weiter (1945) tätig.
Nach dem Krieg überbrückte Heinz Fiebig die filmlose Zeit mit anderen Tätigkeiten, so war er beispielsweise 1948 Intendant des Kulturverbundes Mainfranken Würzburg. Mit Gründung der Bundesrepublik Deutschland setzte der in Berlin-Halensee ansässige Fiebig seine Aufnahmeleiter-Tätigkeit zunächst im Dienste der Hamburger Firma Junge Film-Union Rolf Meyerfort und betreute Filme wie Dreizehn unter einem Hut, Die Lüge und das Skandalen Die Sünderin mit der nackten Hildegard Knef. 1951 konnte er bei dem Schmugglerdrama Sündige Grenze erstmals als Produktionsleiter arbeiten. Fiebig blieb noch bis 1958 als Produktionsleiter aktiv, danach verliert sich seine Spur. Was er beruflich danach gemacht hat, ist unbekannt.

## Filmografie
als Produktionsleiter (komplett)
- 1951: Sündige Grenze
- 1953: Aus eigener Kraft
- 1955: Der Cornet – Die Weise von Liebe und Tod
- 1956: Geliebte Corinna (Herstellungsleitung)
- 1956: Hochzeit auf Immenhof
- 1957: Der tolle Bomberg
- 1957: Das Mädchen ohne Pyjama
- 1958: Majestät auf Abwegen